# Таронхайавагон (мифология)
Таронха́йавагон — в мифологии североамериканских индейцев ирокезов бог-демиург, покровитель охоты. Тарохайавагон, был сыном бога Неба и внуком богини Атаентсик — богини земли, мрака и смерти и братом-близнецом бога Тавискарона покровителя зимы, холода и мрака. Имя божества означает в переводе с ирокезского языка «тот, кто поддерживает небесный свод».
Таронхайавагон и его брат Тавискарон были создателями мира, но создавали мир по-разному: Таронхайавагон его делал слишком хорошим, а его брат, напротив очень плохим. Это послужило причиной поединка, в котором Таронхайавагон одолел и убил брата. Также упоминается что Таронхайавагон одолел племя великанов-людоедов и Хадуигона — великого горбуна в индейской мифологии. Он изображался в виде человекоподобного существа в плаще из собачьих шкур, окрашенных в голубой цвет.
В племенных индейских культах также ассоциировался с оленем и громом.
Таронхайавагону делали новогоднее жертвоприножение. Жертвой выбирали собаку белого окраса.
У гуронов этот бог известен под именем Иоскех.